# الانتخابات التشريعية الجزائرية 2007

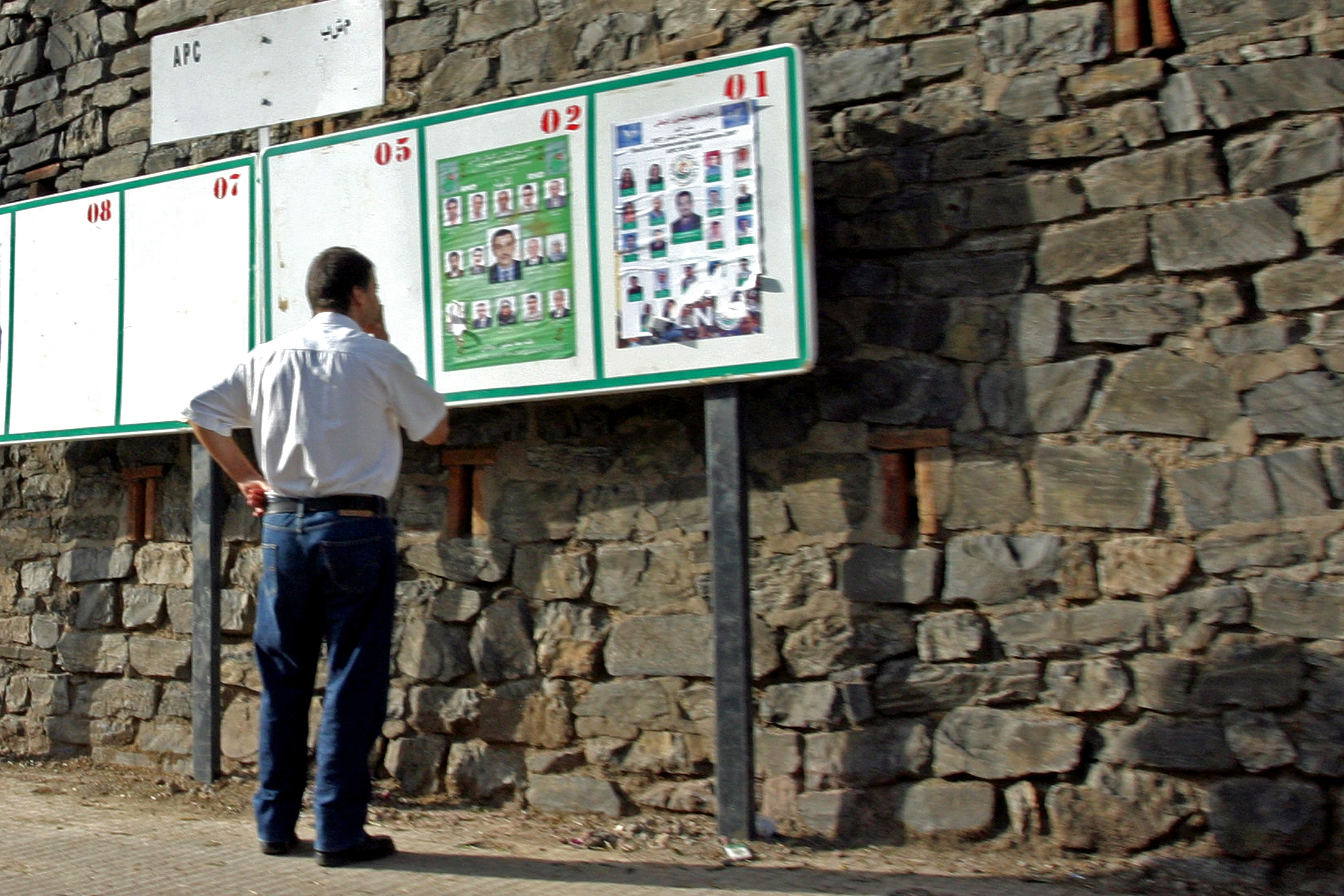
الحملة الانتخابية 2012

الانتخابات البرلمانية في عام 2007 في الجزائر الانتخابات البرلمانية التي جرت في 17 مايو 2007 لانتخاب 389 عضوا في المجلس الشعبي الوطني الجزائر.

## وصلة
انتخابات محلية في الجزائر